# On the Banks of Plum Creek
On the banks of the plum creek, in italiano conosciuto come: Sulle rive del plum creek oppure Sulle rive del torrente di susini , è il secondo libro della serie La casa nella prateria scritto e pubblicato da Laura Ingalls nel 1937.

## Trama
La famiglia Ingalls comincia una nuova vita nel Minnesota. Mamma e papà lavorano sodo per costruire una casa e coltivare la terra, Mary e Laura cominciano la scuola e la piccola Carrie cresce a vista d'occhio. Le difficoltà e i pericoli sono tanti, nella prateria, ma gli Ingalls li affrontano con tenacia e ottimismo.